# 埃泽克
埃泽克（法語：Hézecques，法語發音：[ezɛk]）是法国上法蘭西大區加来海峡省的一个市镇，属于蒙特勒伊区。

## 地理
埃泽克（50°31'53"N, 2°10'47"E）面积4.93 平方千米，位于法国上法蘭西大區加来海峡省，该省份为法国北部沿海省份，西北濒北海，南至索姆省，东临北部省。
与埃泽克接壤的市镇（或旧市镇、城区）包括：博梅斯莱艾尔、利斯堡、吕日、马特兰冈、桑利斯、韦尔尚。
埃泽克的时区为UTC+01:00、UTC+02:00（夏令时）。

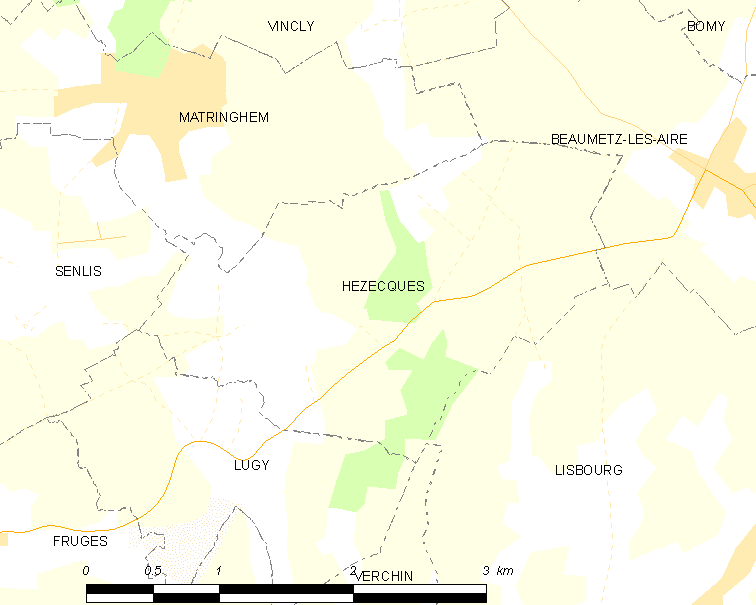
埃泽克的OSM定位图

## 行政
埃泽克的邮政编码为62310，INSEE市镇编码为62453。

## 政治
埃泽克所属的省级选区为弗吕日县。

## 人口

1962-2008年间埃泽克人口变化图示

埃泽克于2022年1月1日时的人口数量为127人。